# Lincoln Island (Alaska)

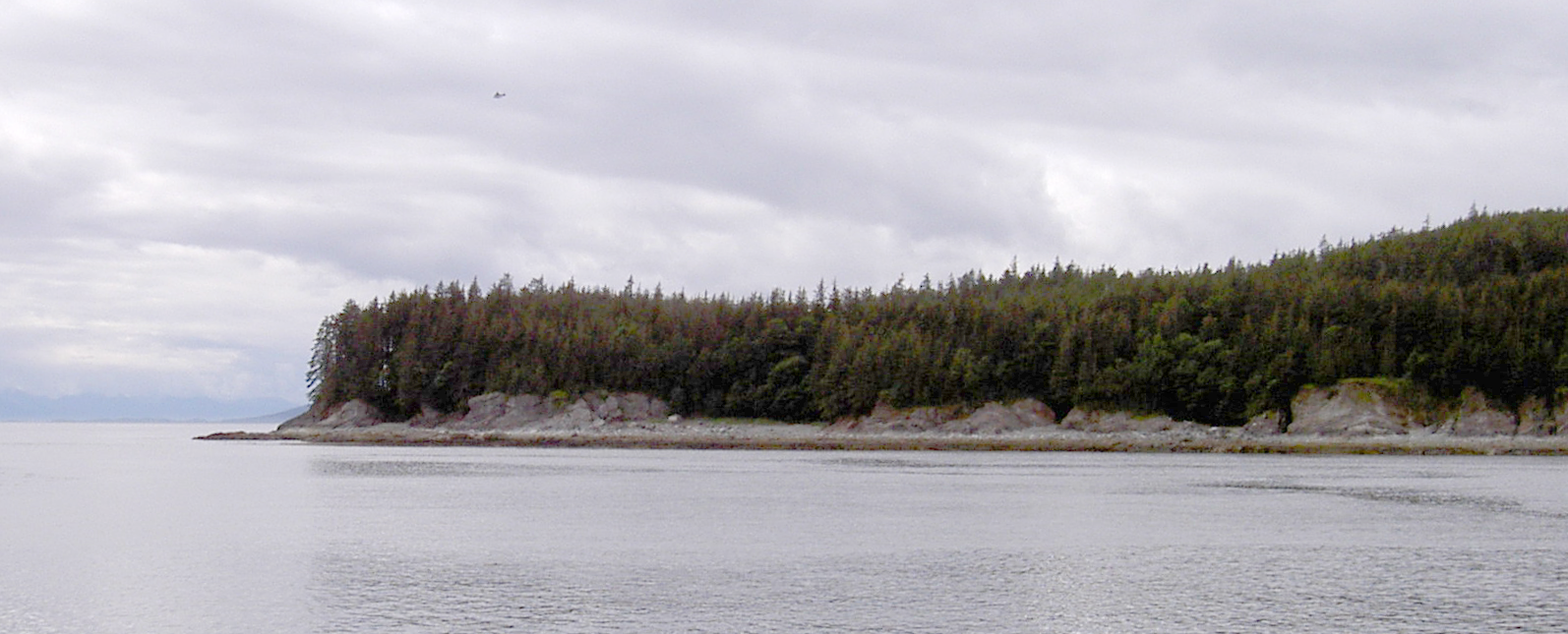
Lincoln Island

Lincoln Island is een bebost eiland in de Alexanderarchipel in de Alaska Panhandle in het zuidoosten van Alaska in de Verenigde Staten.

## Geografie
Het eiland ligt in het Lynn Canal en is onderdeel van het district Juneau. Op ongeveer een kilometer naar het zuidoosten ligt het Shelter Island en op ongeveer 200 meter naar het noordwesten ligt het kleinere Ralston Island. Ten oosten van Lincoln Island ligt het Favorite Channel dat het eiland scheidt van het vasteland van Alaska.

## Geschiedenis
De eerste Europeaan die het eiland zag was Joseph Whidbey, kapitein van HMS Discovery tijdens de expeditie van George Vancouver van 1791-1795 in 1794. Het werd in 1868 vernoemd door commandant R. W. Meade van de United States Navy naar vermoedelijk Abraham Lincoln.